# 天主教马拉巴教区
天主教馬拉巴教區（拉丁語：Dioecesis Marabensis）是巴西一個天主教教區，位於帕拉州東部。此教區屬貝倫總教區。
1911年7月18日設阿拉瓜亞的康塞桑自治監督區，1969年12月20日教座轉移到馬拉巴。1976年3月27日阿拉瓜亞的康塞桑自治監督區復設，同時馬拉巴成為獨立的監督區。1979年10月16日兩個監督區同時升為教區。
2019年，教區有教友45萬人（佔總人口69.4%）、28個堂區及47位司鐸。現任教區主教為維塔爾·科爾貝利尼。